# 79. ceremonia wręczenia Złotych Globów
79. ceremonia wręczenia Złotych Globów, nagród filmowych i telewizyjnych przyznawanych przez Hollywoodzkie Stowarzyszenie Prasy Zagranicznej, odbyła się 9 stycznia 2022 roku.
Nominacje zostały ogłoszone 13 grudnia 2021 roku. Nominacje ogłosili raper Snoop Dogg i prezes HFPA Helen Hoehne. Najwięcej nominacji zdobyły Belfast i Psie pazury.
Wśród seriali najwięcej razy nominowana była Sukcesja - pięciokrotnie.
Najwięcej nagród zdobyły Psie pazury, West Side Story oraz Sukcesja (po trzy).

## Kontrowersje
Nominacje do Złotych Globów zostały ogłoszone po najgorszym roku w historii Hollywoodzkiego Stowarzyszenia Prasy Zagranicznej. Problemy zaczęły się na początku tego roku, kiedy ujawniono, że w organizacji nie ma żadnych czarnoskórych członków. Wkrótce potem pojawiły się kolejne kontrowersyjne doniesienia. Artyści i studia nie mogli dłużej milczeć. Zaczęto domagać się głębokiej reformy lub nawet rozwiązania i stworzenia Stowarzyszenia na nowo. Punktem kulminacyjnym była decyzja NBC o tym, że najbliższa ceremonia nie będzie transmitowana.
Ostatnie osiem miesięcy minęło więc w Hollywoodzkim Stowarzyszeniu Prasy Zagranicznej na wprowadzaniu rewolucyjnych zmian. Całkowicie zmieniono zasady funkcjonowania organizacji. Wprowadzono ponad 20 nowych członków reprezentujących różne rasy, kultury i płci. Członkowie ci od razu otrzymali prawo głosu, więc mieli wpływ na wybór nominacji do Złotych Globów.

## Laureaci i nominowani

### Produkcje kinowe
| Najlepszy film dramatyczny | Najlepszy film komediowy lub musical |
| --- | --- |
| - Psie pazury - Belfast - CODA - Diuna - King Richard. Zwycięska rodzina | - West Side Story - Cyrano - Nie patrz w górę - Licorice Pizza - Tick, tick... Boom! |
| Najlepszy aktor w filmie dramatycznym | Najlepsza aktorka w filmie dramatycznym |
| - Will Smith – King Richard. Zwycięska rodzina jako Richard Williams - Mahershala Ali – Łabędzi śpiew jako Cameron Turner - Javier Bardem – Lucy i Desi jako Desi Arnaz - Benedict Cumberbatch – Psie pazury jako Phil Burbank - Denzel Washington – Tragedia Makbeta jako Makbet                         | - Nicole Kidman – Lucy i Desi jako Lucille Ball - Jessica Chastain – Oczy Tammy Faye jako Tammy Faye Bakker - Olivia Colman – Córka jako Leda Caruso - Lady Gaga – Dom Gucci jako Patrizia Reggiani - Kristen Stewart – Spencer jako Księżna Walii Diana           |
| Najlepszy aktor w filmie komediowym lub musicalu | Najlepsza aktorka w filmie komediowym lub musicalu |
| - Andrew Garfield – Tick, tick... Boom! jako Jonathan Larson - Leonardo DiCaprio – Nie patrz w górę jako dr Randall Mindy - Peter Dinklage – Cyrano jako Cyrano de Bergerac - Cooper Hoffman – Licorice Pizza jako Gary Valentine - Anthony Ramos – In the Heights: Wzgórza marzeń jako Usnavi de la Vega | - Rachel Zegler – West Side Story jako María Vasquez - Marion Cotillard – Annette jako Ann Defrasnoux - Alana Haim – Licorice Pizza jako Alana Kane - Jennifer Lawrence – Nie patrz w górę jako Kate Dibiasky - Emma Stone – Cruella jako Estella / Cruella de Mon |
| Najlepszy aktor drugoplanowy | Najlepsza aktorka drugoplanowa |
| - Kodi Smit-McPhee – Psie pazury jako Peter Gordon - Ben Affleck – Bar dobrych ludzi jako Charlie Moehringer - Jamie Dornan – Belfast jako Pa - Ciarán Hinds – Belfast jako Pop - Troy Kotsur – CODA jako Frank Rossi                                                                                     | - Ariana DeBose – West Side Story jako Anita - Caitriona Balfe – Belfast jako Ma - Kirsten Dunst – Psie pazury jako Rose Gordon - Aunjanue Ellis – King Richard. Zwycięska rodzina jako Oracene „Brandy” Price - Ruth Negga – Pomiędzy jako Clare Bellew           |
| Najlepszy reżyser | Najlepszy scenariusz |
| - Jane Campion – Psie pazury - Kenneth Branagh – Belfast - Maggie Gyllenhaal – Córka - Steven Spielberg – West Side Story - Denis Villeneuve – Diuna | - Kenneth Branagh – Belfast - Paul Thomas Anderson – Licorice Pizza - Jane Campion – Psie pazury - Adam McKay – Nie patrz w górę - Aaron Sorkin – Lucy i Desi |
| Najlepsza muzyka | Najlepsza piosenka |
| - Hans Zimmer – Diuna - Alexandre Desplat – Kurier Francuski z Liberty, Kansas Evening Sun - Germaine Franco – Nasze magiczne Encanto - Jonny Greenwood – Psie pazury - Alberto Iglesias – Matki równoległe                                                                                               | - „No Time to Die” – Nie czas umierać - „Be Alive” – King Richard. Zwycięska rodzina - „Dos oruguitas” – Nasze magiczne Encanto - „Down to Joy” – Belfast - „Here I Am (Singing My Way Home)” – Respekt – królowa soul                                             |
| Najlepszy film animowany | Najlepszy film nieanglojęzyczny |
| - Nasze magiczne Encanto - Przeżyć - Luca - Moje slunce Mad - Raya i ostatni smok | - Drive My Car, reż. Ryūsuke Hamaguchi - Bohater, reż. Asghar Farhadi - Matki równoległe, reż. Pedro Almodóvar - Przedział nr 6, reż. Juho Kuosmanen - To była ręka Boga, reż. Paolo Sorrentino                                                                    |

### Produkcje telewizyjne
| Najlepszy serial dramatyczny | Najlepszy serial komediowy lub musical |
| --- | --- |
| - Sukcesja (HBO) - Lupin (Netflix) - The Morning Show (Apple TV+) - Pose (FX) - Squid Game (Netflix) | - Hacks (HBO Max) - Wielka (Hulu) - Zbrodnie po sąsiedzku (Hulu) - Rdzenni i wściekli (FX on Hulu) - Ted Lasso (Apple TV+) |
| Najlepszy miniserial lub film telewizyjny | |
| - Kolej podziemna (Amazon Prime Video) - Lekomania (Hulu) - Impeachment: American Crime Story (FX) - Sprzątaczka (Netflix) - Mare z Easttown (HBO) | |
| Najlepszy aktor w serialu dramatycznym | Najlepsza aktorka w serialu dramatycznym |
| - Jeremy Strong – Sukcesja (HBO) jako Kendall Roy - Brian Cox – Sukcesja (HBO) jako Logan Roy - Lee Jung-jae – Squid Game (Netflix) jako Seong Gi-hun - Billy Porter – Pose (FX) jako Prayerful „Pray” Tell - Omar Sy – Lupin (Netflix) jako Assane Diop                                                                     | - Mj Rodriguez – Pose (FX) jako Blanca Rodriguez-Evangelista - Uzo Aduba – Terapia (HBO) jako Dr. Brooke Taylor - Jennifer Aniston – The Morning Show (Apple TV+) jako Alex Levy - Christine Baranski – Sprawa idealna (Paramount+) jako Diane Lockhart - Elisabeth Moss – Opowieść podręcznej (Hulu) jako June Osborne / Offred                                  |
| Najlepszy aktor w serialu komediowym lub musicalu | Najlepsza aktorka w serialu komediowym lub musicalu |
| - Jason Sudeikis – Ted Lasso (Apple TV+) jako Ted Lasso - Anthony Anderson – Czarno to widzę (ABC) jako Andre „Dre” Johnson - Nicholas Hoult – Wielka (Hulu) jako Piotr III Romanow - Steve Martin – Zbrodnie po sąsiedzku (Hulu) jako Charles-Haden Savage - Martin Short – Zbrodnie po sąsiedzku (Hulu) jako Oliver Putnam | - Jean Smart – Hacks (HBO Max) jako Deborah Vance - Hannah Einbinder – Hacks (HBO Max) jako Ava Daniels - Elle Fanning – Wielka (Hulu) jako Catherine - Issa Rae – Niepewne (HBO) jako Issa Dee - Tracee Ellis Ross – Czarno to widzę (ABC) jako dr Rainbow „Bow” Johnson - Asmaa Abulyazeid – Chybić Farah (MBC4) jako Farah                                     |
| Najlepszy aktor w miniserialu lub filmie telewizyjnym | Najlepsza aktorka w miniserialu lub filmie telewizyjnym |
| - Michael Keaton – Lekomania (Hulu) jako dr Samuel Finnix - Paul Bettany – WandaVision (Disney+) jako Vision - Oscar Isaac – Sceny z życia małżeńskiego (HBO) jako Jonathan Levy - Ewan McGregor – Halston (Netflix) jako Halston - Tahar Rahim – Wąż (Netflix) jako Charles Sobhraj                                         | - Kate Winslet – Mare z Easttown (HBO) jako Marianne „Mare” Sheehan - Jessica Chastain – Sceny z życia małżeńskiego (HBO) jako Mira Phillips - Cynthia Erivo – Geniusz: Aretha (National Geographic) jako Aretha Franklin - Elizabeth Olsen – WandaVision (Disney+) jako Wanda Maximoff / Szkarłatna Wiedźma - Margaret Qualley – Sprzątaczka (Netflix) jako Alex |
| Najlepszy aktor drugoplanowy w serialu, miniserialu lub filmie telewizyjnym | Najlepsza aktorka drugoplanowa w serialu, miniserialu lub filmie telewizyjnym |
| - O Yeong-su – Squid Game (Netflix) jako Oh Il-nam - Billy Crudup – The Morning Show (Apple TV+) jako Cory Ellison - Kieran Culkin – Sukcesja (HBO) jako Roman Roy - Mark Duplass – The Morning Show (Apple TV+) jako Charlie „Chip” Black - Brett Goldstein – Ted Lasso (Apple TV+) jako Roy Kent                           | - Sarah Snook – Sukcesja (HBO) jako Siobhan „Shiv” Roy - Jennifer Coolidge – Biały Lotos (HBO) jako Tanya McQuoid - Kaitlyn Dever – Lekomania (Hulu) jako Betsy Mallum - Andie MacDowell – Sprzątaczka (Netflix) jako Paula - Hannah Waddingham – Ted Lasso (Apple TV+) jako Rebecca Welton                                                                       |